# Искусственная гибернация
Гиберна́ция иску́сственная (лат. hibernatio — зимовка, спячка, от лат. hibernus — зимний) — искусственно созданное состояние замедленной жизнедеятельности организма у теплокровных животных, в том числе и человека, напоминающее состояние животного в период зимней спячки, которое достигается при помощи нейроплегических средств, блокирующих нейроэндокринные механизмы терморегуляции (глубокая нейроплегия).

## Преимущества
На фоне искусственной гибернации организм животного или человека приобретает значительно бо́льшую устойчивость к кислородному голоданию (гипоксии), травмам и другим неблагоприятным воздействиям. В состоянии искусственной гибернации возможно достижение хирургической стадии наркоза путём применения малых доз наркотических веществ, что немаловажно при выполнении больших по объёму и длительности оперативных вмешательств. Тем не менее, в условиях искусственной гибернации организма теплокровного обезболивание становится сложным и малоуправляемым процессом. Именно по этой причине искусственная гибернация не получила широкого распространения в клинической практике. В современной медицинской практике в качестве медикаментозной подготовки к обезболиванию (премедикации) применяют уменьшенные дозы нейроплегических средств.